# Johann Jakob Faesch (Theologe)
Johann Jakob Faesch (* 24. März 1752, anderes Datum 26. März 1752 in Basel; † 17. August 1832 ebenda) war ein Schweizer evangelischer Geistlicher.

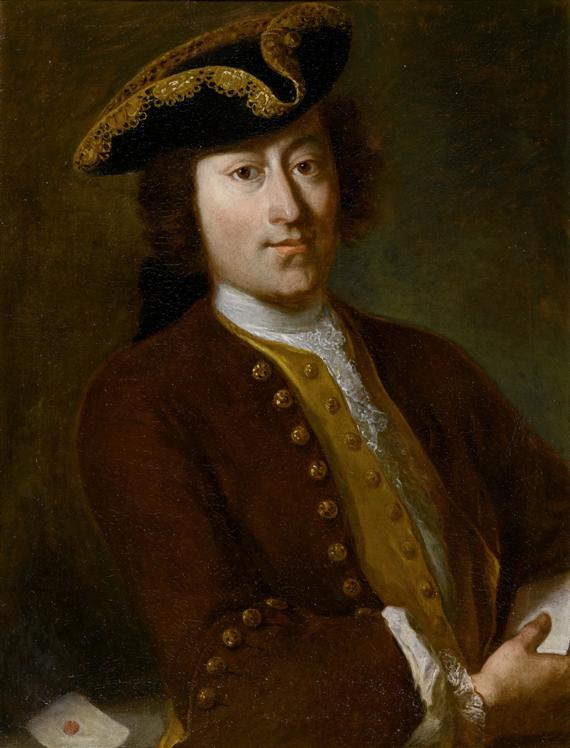
Porträt von Johann Jakob Fäsch

## Leben
Johann Jakob Faesch stammt aus die Familie Faesch und war der Sohn des Stadtmajors Johann Rudolf Faesch († 11. November 1781 in Basel) und dessen Ehefrau Anna Margarethe (geb. Hagenbach) (1730–1786). Er besuchte seit 1760 das Gymnasium in Basel (heute: Gymnasium am Münsterplatz) und begann 1766 ein Philosophiestudium in Basel, das er 1770 mit einem Studium der Theologie an der Universität Basel, der Universität Lausanne und der Universität Genf, unter anderem bei David Claparède, fortsetzte. Nach Beendigung des Studiums wurde er 1774 Kandidat der Theologie und war in der Zeit von 1774 bis 1776 Hauslehrer beim späteren Basler Bürgermeister Peter Burckhardt.

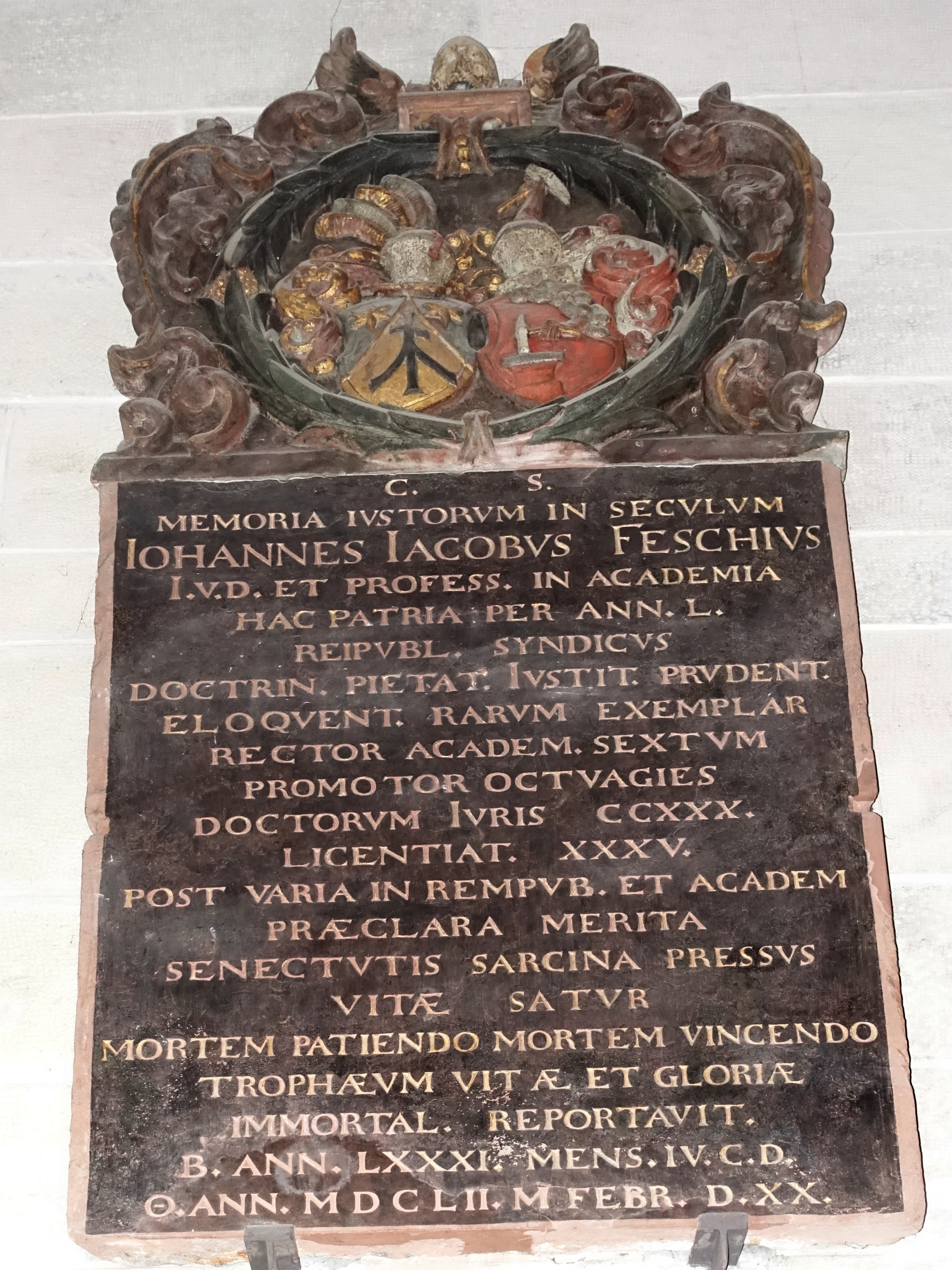
Epitaph im Basler Münster

Von 1776 bis 1777 war er Feldprediger in französischen Diensten im Regiment von Oberst d’Aubonne in der Festung in Avesnes; während der Reise dorthin lernte er in Colmar den Schriftsteller Gottlieb Konrad Pfeffel kennen. Er war von 1777 bis 1793 Pfarrer in Gelterkinden und von 1791 bis 1793 Dekan des Farnsburger Kapitels, anschliessend bis 1802 Helfer und dann bis 1832 Pfarrer an der Theodorskirche in Basel.
Am 15. Juni 1803 hatte er erstmals den Vorsitz des Ehegerichts. 1816 wurde er Mitglied der Universitätskommission und 1818 Beisitzer des Basler Erziehungsrats.
Er dozierte in der Zeit von 1819 bis 1822 an der Universität Basel in Homiletik und Katechetik.
Johann Jakob Faesch war seit 1778 mit Maria Catharina (geb. Schnell) (1757–1814) verheiratet. Gemeinsam hatten sie vier Kinder. Er war der Grossvater mütterlicherseits des Kaufmanns und Bankiers Johann Jakob Speiser.

### Theologisches Wirken
Theologisch war er der Aufklärung verpflichtet und beteiligte sich aktiv an der Helvetischen Revolution. Einige seiner Predigten publizierte er und beschäftigte sich dazu mit orientalischen Sprachen. Er war mit dem Theologieprofessor Johann Friedrich Miville (1754–1820) und dem Theologen Johannes Frey befreundet.

## Schriften (Auswahl)
- Observationes criticae in Hesiodum. Basel 1773.
- Predigt über Vaterlands-Liebe: Gehalten in Gelterkinden den 1ten May 1791, als dem Landvolke die Aufhebung seiner Leibeigenschaft von den Kanzeln verkündiget wurde. Basel 1791.
- Predigt über die Grundpfeiler eines Republikanischen Staates und die sichersten Erhaltungsmittel desselben: nach Offenb. Joh. 3. v. 2. gehalten am Schwörtage der Mindern Stadt den 10 Heumonat 1796. Basel 1796.
- Rede beym ersten Feste der brüderlichen Vereinigung der Bürger der Stadt und Landschaft Basel und aus Anlass der Auffstellung des Freyheits-Baums gehalten in der Münsterkirche den 22ten Jenner, 1798. Basel 1798.
- Ueber die Vernunft: Zwey Predigten. Basel 1817.
- Ueber die Glaubenseinheit und die Prophezeiungen unserer Tage: Zwei Predigten. Basel 1829.
- Auszüge aus dem Tagebuch von Pfarrer Johann Jakob Faesch zu St. Theodor. In: Basler Jahrbuch. 1889, S. 222–231 (Digitalisat).